# المجتمع الاشتراكي الوطني
الرابطة الوطنية الاشتراكية (بالصينية: 國家社會主義學會) هي منظمة سياسية يمينية متطرفة تأسست في تايوان في سبتمبر 2006 بواسطة Hsu Na-chi، التي كانت في ذلك الوقت خريجة العلوم السياسية تبلغ من العمر 22 عامًا من جامعة سوتشو. يقع مقرها في تايبيه.

## التاريخ
في مقابلة مع يومية أبل في 10 مارس 2007، ادعت Hsu أنها بدأت البحث في أيديولوجية المنظمة أثناء دراستها في الجامعة. لقد تأسست المنظمة لأنها كانت تؤمن بالنازية ولم تكن راضية عن الصراع السياسي المستمر بين الكومينتانغ والحزب الديمقراطي التقدمي. تم تسجيل المنظمة كمنظمة عامة بموجب القانون التايواني في سبتمبر 2006. أشارت الحكومة التايوانية إلى أن إنشاء المنظمة محمي دستور البلاد، الذي يضمن حرية التعبير والتنظيم.
عقد الاجتماع الوطني الأول للمنظمة بين الأعضاء في 17 مارس 2007 في تاي شانغ.

## العضوية
في البداية، كان لدى المنظمة 19 عضوًا. وفي مارس 2007، زعم موقعها الرسمي أن لديها أكثر من 760 عضو. بعد تناولها في وسائل الإعلام الرئيسية، ادعت أن العضوية ارتفعت إلى أكثر من 1400. ولكن في عام 2007، ظل في العضوية الأساسية حوالي 20.

## العقيدة
المنظمة تعبد أدولف هتلر وغالبًا ما تستخدم شعار «عاش هتلر!» بينما يقلد أعضائها التحية النازية. لقد أدى ذلك إلى إدانة العديد من جماعات حقوق الإنسان اليهودية، بما في ذلك مركز سيمون فيزنتال، الذي أدانها في 13 مارس 2007 بسبب دعمها هتلر ولومها الديمقراطية على «الاضطرابات الاجتماعية» في تايوان.
نفى الشريك المؤسس تشاو لان أن تكون المنظمة عنصرية أو معادية للسامية، مشيرًا إلى أن هدف المجموعة هو «تعزيز مزيد القومية في تايوان» و«استعادة القيم الصينية التقليدية مثل الكونفوشيوسية». علق إميل شنغ، المسؤول البلدي في تايبيه، على إنشائها قائلًا: «الناس هنا [في تايوان] لا يفهمون حقًا ما هي النازية [...] إنهم ليسوا عنصريين أو معادين للسامية حقًا. إنهم لا يعرفون حتى ماذا يعني ذلك».